# Jacques Rémy (sociologue)
Pour les articles homonymes, voir Jacques Rémy et Rémy (homonymie).
Jacques Rémy est un sociologue et chercheur français, spécialiste des questions de patrimoine agricole, qui a eu une importante activité militante avant, pendant et après Mai 1968.

## Biographie

### D'une famille de salariés agricoles à la préparation militaire parachutiste
Jacques Rémy est né le 20 mars 1944, à Cambrai (Nord) dans une famille de salariés agricoles. 
Sa famille, catholique, est très touchée par la guerre d’Algérie, au cours de laquelle son frère aîné, est tué pendant  une opération de son unité parachutiste, quand Jacques avait 13 ans. 
Par fidélité à sa mémoire, il s’inscrit dans une préparation militaire parachutiste au cours de laquelle il effectue une trentaine de sauts.
Après le décès de son frère, le supérieur hiérarchique militaire avait massacré tout le monde[pas clair] en représailles et en avait informé la famille.

### Des études à la Sorbonne à la sociologie à Nanterre
Il effectue des études à la Sorbonne à Paris après le lycée puis se forme à la sociologie du monde agricole à l’université Paris X à Nanterre, auprès du groupe de sociologie rurale du CNRS (Centre National de la Recherche Scientifique), dirigé par Henri Mendras et Marcel Jollivet.

## Parcours militant

### La doublure de Pierre Goldman à la tête des services d'ordre
Arrivé à la Sorbonne au début des années 1960, quand les affrontements sont fréquents, Jacques Rémy choisit son camp, contre l’OAS et l’extrême droite. Sa stature hors du commun le fait remarquer par Pierre Goldman qui lui propose de faire partie du service d'ordre de l’UNEF. Il pratique le karaté avec Pierre Goldman dès 1964, qui est aussi par ailleurs chef du service d'ordre de l’Union des Étudiants communistes et du CLER.
Il devient son ami. Suivi par un petit groupe de fidèles qui inclut aussi Roland Geggenbach, Goldman décide en effet d'acquérir une "rigueur révolutionnaire" en devenant maître dans la pratique des arts martiaux.
Pierre Goldman lui confie la direction du service d'ordre quand il s'en va, ce sera le cas en 1968 .  Il formera tous les cadres des services d'ordre de l’extrême gauche avec une sympathie marquée pour les maoïstes, mais rappellera que son fond chrétien l’empêche de prendre une carte dans un parti. Il participe à celui de l'Union des jeunesses communistes marxistes-léninistes qui lance les CVB (Comités Vietnam de Base), concurrents des CVN animée par les JCR, créés en 1966. Afin d'organiser le service d'ordre des manifestations mais aussi de mener des actions « militaires » contre l'extrême droite, le PCF ou la police, l'UJC (ml) se dote alors d'une branche paramilitaire, les GPA (Groupes de protection et d'autodéfense), dirigée par Olivier Rolin et animée par Jean-Marc Salmon, Jacques Rémy, Jean-Claude Zancarini (dit « Tarzan »), Didier Truchot, Jean-Paul Cruse (dit « Paulo ») ou encore Maurice Brover (dit « Momo »).

### Les affrontements avec Occident en février et en avril 1968
Ces responsables des Groupes de protection et d'autodéfense dirigent les trois cents militants prochinois qui  attaquent le 7 février 1968 le meeting organisé par l’extrême droite  à la Mutualité, en soutien au Sud-Vietnam, avec des casques de chantier été achetés en gros au BHV et des manches de pioche, affrontant les forces de police durant trois heures et toute la soirée.  
Jacques Rémy est décrit comme la « terreur patentée des fascistes » qui remarquent son courage, sa tête est mise à prix au sein du mouvement "Occident" mais plusieurs militants, comme Gérard Longuet le préviennent quand il est menacé. Il « se distingue particulièrement dans l'exercice de son sport favori »: l'abattage de policiers ou gendarmes « en plein élan » en se retournant « brusquement » après une poursuite pour « dans le mouvement même, balancer de toutes ses forces un coup de barre », afin de montrer que les gardiens de la paix "ne sont pas invincibles", racontent Hervé Hamon et Patrick Rotman dans leur livre de 1987. Jacques Rémy se fait alors une réputation de cogneur contre les CRS.
Le 28 avril 1968, les GPA attaquent à Paris l'exposition sur les « crimes » des Vietcongs organisée par le Front uni de soutien au Sud-Viêtnam dirigé par Roger Holeindre qui se tient, 44, rue de Rennes, au siège de la Société d'encouragement pour l'industrie nationale. Les étudiants de la Sorbonne s'attendent alors dans les jours qui suivent à une riposte de l'extrême droite, le mouvement Occident ayant déclaré vouloir se venger. Le 3 mai, le rassemblement des différents services d'ordre des organisations d'extrême gauche dans la cour de la Sorbonne provoque l'intervention de la police et la première émeute de Mai 68, selon le Cycle provocation-répression-mobilisation.

### Les affrontements autour de l'usine Renault de Flins
Par la suite, la seule initiative significative importante de maoistes en mai-juin 1968 sera l’intervention à Renault Flins le 7 juin où le jeune lycéen Gilles Tautin meurt lentement noyé sans gagner l’aide des CRS présents sur la rive.  Il est également actif dans , au cours duquel les affrontements avec la police se terminent par la noyade d'un lycéen, Gilles Tautin. À la suite de ces événements de l'Usine Renault de Flins, le 12 juin 1968, un total de onze partis gauchistes sont dissous, tandis que le comité d'organisation de La Sorbonne expulse "les Katangais", des éléments violents, dès le lendemain.  Les ouvriers de Renault ne reprennent le chemin des ateliers que le 18 juin au matin.

### L'emprisonnement de son ami Pierre Goldman
Jacques Rémy est lui très actif dans toutes les phases du mouvement de Mai 1968, à l'issue duquel le SMIC agricole sera très fortement revalorisé. C'est pour revoir Jacques Rémy que Pierre Goldman accepte de participer à la manifestation du 6 mai 1968 à la Sorbonne, même s'il n'est pas d'accord avec le slogan "Nous sommes tous des juifs allemands". Pierre Goldman fait ce jour-là, sur les barricades la rencontre de Jean Mastil, un ancien légionnaire d'environ 30 ans qui a servi dans une unité  d'élite pendant la Guerre d'Algérie puis part en juin 1968 en Amérique latine, à Cuba, puis au Venezuela où il passe un an dans les rangs de la guérilla avant de revenir à Paris à l'automne 1969, déprimé, où il revoit Jacques Rémy et les dirigeants de la Gauche prolétarienne, avant de partir en Suisse chercher une arme, sans en informer personne.
Pierre Goldman commet ensuite plusieurs braquages et l'indicateur Jean Mastil va le désigner, lors d'un interrogatoire 4 jours avant son interpellation, aux commissaires Jobard et Sautereau comme l'auteur du braquage sanglant de la pharmacie Delaunay, située boulevard Richard-Lenoir à Paris, le 19 décembre 1969. Deux pharmaciennes ont été tuées de sang-froid, alors qu'un client a été grièvement blessé.
Au cours du procès, Pierre Goldman demande que comparaisse le fameux « indicateur » qui l'a accusé à tort dans l'affaire des pharmaciennes, mais dont il refusera de livrer le nom  par honneur, le désignant sous un pseudonyme dans son livre écrit en prison.  
Goldman s'en prend, par ailleurs, le 25 janvier 1971, dans une lettre à Jacques Rémy au "théâtre radical de gauche" qui joue la révolution et imite le soulèvement. Commençant par "Alors, vieux frère", la lettre lui dit "tu as raison de te tenir à l'écart" des rites de ce théâtre. Pierre Goldman sera condamné le 4 mai 1976, au terme d'un second procès à Amiens devant la cour d'assises de la Somme, à douze ans de réclusion criminelle pour les trois braquages. Sa culpabilité ne sera pas retenue pour les meurtres du boulevard Richard-Lenoir, mais des articles de presse vont encourager son assassinat le 20 septembre 1979. 
Révolté par ce décès et les accusations dans un journal qui l'ont précédé, Jacques Rémy revient ensuite sur son assassinat et son séjour en prison. Dans l'article « Comment fabriquer une cible », parus dans la revue Les Temps modernes, en 1980, il explique comment le journal "Minute" a pu encourager l'assassinat de Pierre Goldman .

### La planque du repenti Hans-Joachim Klein
Jacques Rémy  s'intéresse à un autre cas de militant pris dans la spirale de la violence, l'Allemand Hans-Joachim Klein, que Daniel Cohn-Bendit, qu'il a connu en mai 1968 à la Sorbonne, lui a demandé d'aider. Avec ce dernier, Jean-Marcel Bouguereau, Olivier Rolin (écrivain), André Glucksmann (philosophe), et Maren Sell (éditrice), il fait parvenir au Monde en septembre 1998 un texte dans lequel ils indiquent lui «manifester» une «sympathie qui lui est acquise depuis qu'il a rompu publiquement et spectaculairement avec le terrorisme» et précisent avoir fourni au fugitif «un minimum de ressources en louant la maison qu'il occupait et en payant le loyer, en tentant de l'aider à ne pas succomber à sa longue solitude .»
Dès 1977, lorsque  Hans-Joachim Klein tente d'échapper au groupe terroriste qui l'a enrôlé, Jacques Rémy joue un rôle majeur pour lui trouver plusieurs caches successives, permettant à l'allemand d'exprimer peu à peu son repentir. Début 1977, Hans-Joachim Klein retrouve une amie qui loge à Milan et appelle son vieil ami Matthias Felz qui contacte Daniel Cohn-Bendit , puis se cache dans une cabane au pied du Mont-Blanc, où il écrit ses mémoires , avant de revenir à Milan fin avril après avoir échappé à une tentative d'assassinat pour envoyer son arme à des journaux, en signe de bonne foi et d'identification , avant de prendre une chambre près de la place de la République à Paris , lieu à partir duquel. Jacques Rémy le cache dans le Vexin  puis dans le Perche . DCB le cache ensuite à Sheffield chez un jeune couple. En avril 1978, Hans-Joachim Klein rentre à Paris, Jacques Rémy le cache dans l'Orne , chez le beau-frère d'une collègue de l'INRA , où il s'installera ensuite discrêtement pendant deux décennies, négociant progressivement sa reddition à la Justice .

## Parcours scientifique

### Les recherches à l'INRA sur les ventes aux enchères
Entre-temps, Jacques Rémy est entré à l'Institut National de la Recherche Agronomique (INRA), en 1971, au sein du département d’économie et de sociologies rurales (ESR). Il y deviendra directeur de recherche au département d'Économie et de sociologie. Ses recherches s’inscrivent, pour l’essentiel, dans la perspective d’une sociologie des professions et du travail (conseillers et conseillères agricoles, agriculteurs et agricultrices. Il effectue des travaux relatifs aux formes de l’échange et de la transmission au sein des familles et des groupes, en particulier au travers de l’analyse historique (sur deux siècles) et comparative des ventes aux enchères volontaires à la ferme. Ses travaux des années 1990 analysent "les logiques complexes à l’œuvre au cours de ces ventes". "Rites de passage de l’activité d’exploitant à la retraite, valorisation du travail et des biens du fermier, lieux d’affrontement entre plusieurs systèmes de valeurs", selon lui, "ces ventes volontaires sont un objet de recherches au long cours". 

### La loi sur les registres agricoles
En 2014, il prend publiquement position contre un amendement gouvernemental déposé précipitamment à une loi "sous le signe du corporatisme agraire", alors en projet, qu'il juge beaucoup trop axée sur les intérêts bureaucratiques du premier syndicat agricole, la FNSEA. Dans une tribune libre remarquée, il estime qu'en instituant un " registre des actifs agricoles ", qui "ignore les ouvriers agricoles, permanents ou saisonniers", effectuant pourtant 27 % du travail dans les fermes, l'amendement gouvernemental inclus dans cette réforme "risque de faire de l'agriculture une sorte de profession protégée", malgré " la nécessité d'ouvrir à la concurrence ce type de professions". Jacques Rémy dénonce ainsi le contrôle par un syndicat du titre même d'agriculteur, c'est-à dire à qui peut accéder aux aides européennes qui irriguent certains secteurs de l'agriculture, tout particulièrement celui de la production de céréales et d'oléoprotéagineux, un secteur où la FNSEA est traditionnellement hégémonique et où une partie des bénéficiaires ont un temps de travail réduit, même s'ils  remplissent certains critères comme "la surface utilisée, le chiffre d'affaires réalisé, le revenu retiré, la production brute standard" .
Le chercheur, qui a travaillé sur ces questions de patrimoine pendant des années, estime qu'un simple répertoire, à l'abri des corporatismes, suffit amplement. Si le registre proposé par l'amendement téléguidé par la FNSEA avait existé trente ans auparavant, les agriculteurs biologiques, les entrepreneurs ruraux qui transforment et vendent à la ferme ou en circuits courts, d'autres encore n'auraient pu s'établir, car ils ne correspondaient pas aux modèles d'agriculture intensive prônés alors par la FNSEA", met en garde sa tribune libre.